# Simon Tchobang
Simon Tchobang Tchoya (Douala, 1951. augusztus 31. – Douala, 2007. szeptember 7.) kameruni válogatott labdarúgókapus.

## Pályafutása

### Klubcsapatban
Pályafutása során az Eclair Douala, az Avion Entrelec Douala, a Dynamo Douala és a Dihep di Nkam Yabassi csapataiban játszott.  	  

### A válogatottban
A kameruni válogatott tagjaként  részt vett az 1982-es világbajnokságon. 